# Diego Ramírez de Fuenleal
Diego Ramírez de Fuenleal (Villaescusa de Haro, 7 dicembre 1459 – Cuenca, 11 agosto 1537) è stato un vescovo cattolico spagnolo.
Consigliere personale della regina Giovanna di Castiglia, nel 1500 tenne a battesimo il futuro re Carlo I. Nel secondo quarto del XVI secolo, fondò il Collegio Maggiore di Cuenca, il secondo più antico dei sei Collegia Mayores spagnoli.

## Biografia
Figlio di Pedro Ramírez de Orellana y María Fernanda de Tercero, studiò al Collegio Maggiore san Bartolomeo dell'Università di Salamanca e celebrò la prima Messa a Jaén, dove era canonico magistrale. 
Nominato vescovo di Astorga nel 1498, divenne cappellano e consigliere personale della regina Giovanna di Castiglia, della quale nel 1500 tenne a battesimo il figlio, il futuro re Carlo I. Nello stesso anno, succedette a Pedro Díaz de Toledo y Ovalle (1425-1498) come vescovo di Malaga. 
Nel 1518, fu nominato presidente della Regia Cancelleria e Tribunale di Valladolid, assumendo anche il possesso della diocesi di Cuenca come successore del vescovo Rafael Sansoni Riario. Il cardinale Cisneros lo dissuase dal progetto di fondare un'università a Cuenca, concorrente di quella di Alcalà. 
Ramirez ripiegò per fondare il Collegio Maggiore di Cuenca, afferente all'ateneo di Salamanca. Tale istituzione accademica è il secondo più antico dei sei Collegia Mayores spagnoli, dopo quello di san Bartolomeo, nel quale lo stesso Ramirez si era formato. 
Quando si spense nel 1537, le sue spoglie mortali furono traslate nella Cattedrale di Salamanca.